# Piper scabrifolium
Piper scabrifolium är en pepparväxtart som beskrevs av Hook. & Arn.. Piper scabrifolium ingår i släktet Piper och familjen pepparväxter. Inga underarter finns listade i Catalogue of Life.